# Deelemania gabonensis
Deelemania gabonensis är en spindelart som beskrevs av Rudy Jocqué 1983. Deelemania gabonensis ingår i släktet Deelemania och familjen täckvävarspindlar.
Artens utbredningsområde är Gabon. Inga underarter finns listade i Catalogue of Life.